# Cristina Raines
Cristina Raines, nacida Cristina Herazo,(Manila, 28 de febrero de 1952) es una actriz de cine estadounidense. 

## Biografía
Cristina Raines nació en Manila, capital de Filipinas.  
Participó en varias películas de Robert Altman (Nashville), Michael Winner (The Sentinel), Joseph Sargent (Nightmares) y Ridley Scott (Los duelistas).
En 1986, Raines se casó con el escritor y productor Christopher Crowe y la pareja tuvo dos hijas. Se retiró de la industria cinematográfica en 1992. 

## Filmografía

### Cine
- 1973 : Stacey, de Andy Sidaris: Pamela Chambers
- 1973 : Hex, de Leo Garen:	Acacia	(acreditada como Tina Herazo)
- 1975 : Nashville, de Robert Altman Marie
- 1975 : La ruleta rusa, de Lou Lombardo: Bogna Kirchoff
- 1977 : The Sentinel, de Michael Winner: Alison Parker
- 1977 : Los duelistas, de Ridley Scott: Adèle
- 1980 : Silver Dream Racer, de David Wickes: Julie Prince
- 1980 : Touched by Love, de Gus Trikonis: Amy
- 1983 : Nightmares, de Joseph Sargent: Lisa
- 1984 : Real Life, de Francis Megahy: Laurel
- 1987 : North Shore, de William Phelps: La madre de Ric